# Hyresgästförening

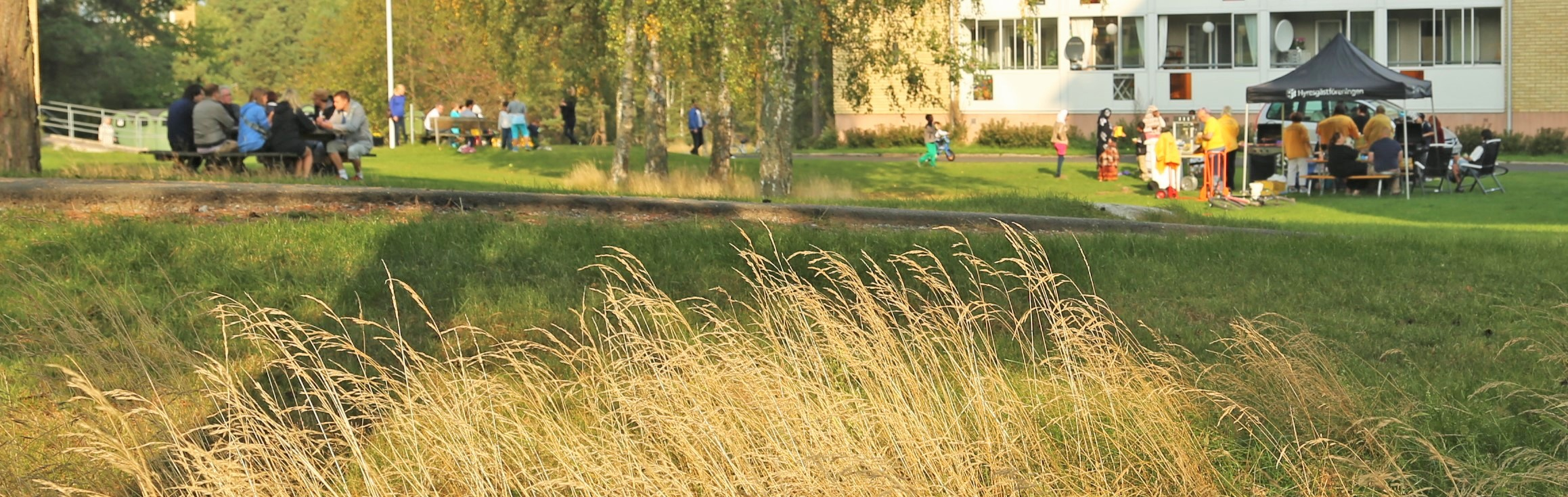
En hyresgästförening grillar korv hemma på gården.

En hyresgästförening är en lokal sammanslutning av hyresgäster, som finns i många länder runtom i världen. De flesta, men inte alla, hyresgästföreningar i Sverige är anslutna till Hyresgästföreningen som lokala hyresgästföreningar (LHGF). År 2015 fanns det 1 425 sådana hyresgästföreningar i Sverige.

## Historia
De första hyresgästföreningarna i Sverige bildades under 1800-talets sista årtionden. Den äldsta hyresgästföreningen i Sverige som fortfarande är aktiv idag bildades 1915 i Nynäshamn. År 1923 bildades Hyresgästernas Riksförbund. År 1925 hade förbundets anslutna lokala hyresgästföreningar cirka 8 000 medlemmar. I dag har förbundet ändrat sin firma till Hyresgästföreningen och har över en halv miljon centralanslutna medlemmar.

## Verksamhet
Fler närliggande bostadsområden kan ingå i föreningens verksamhetsområde. De tar vid behov upp gemensamma frågor med hyresvärden eller förvaltaren och fungerar som de boendes språkrör. Det kan vara allt från önskningar om enstaka trädgårdsväxter till att de boende själva tar över parkskötseln eller bedriver regelrätt fritidsverksamhet för ungdomar i bostadsområdet. En gång om året bjuder den in alla boende till årsmötet. Detta möte och de närvarande medlemmarna är det högst beslutande organet i föreningen. Hyresgästföreningar kan ägna sig åt olika former av protestaktioner, som exempelvis hyresstrejk.